# Nieuwendam over de Purmeraa

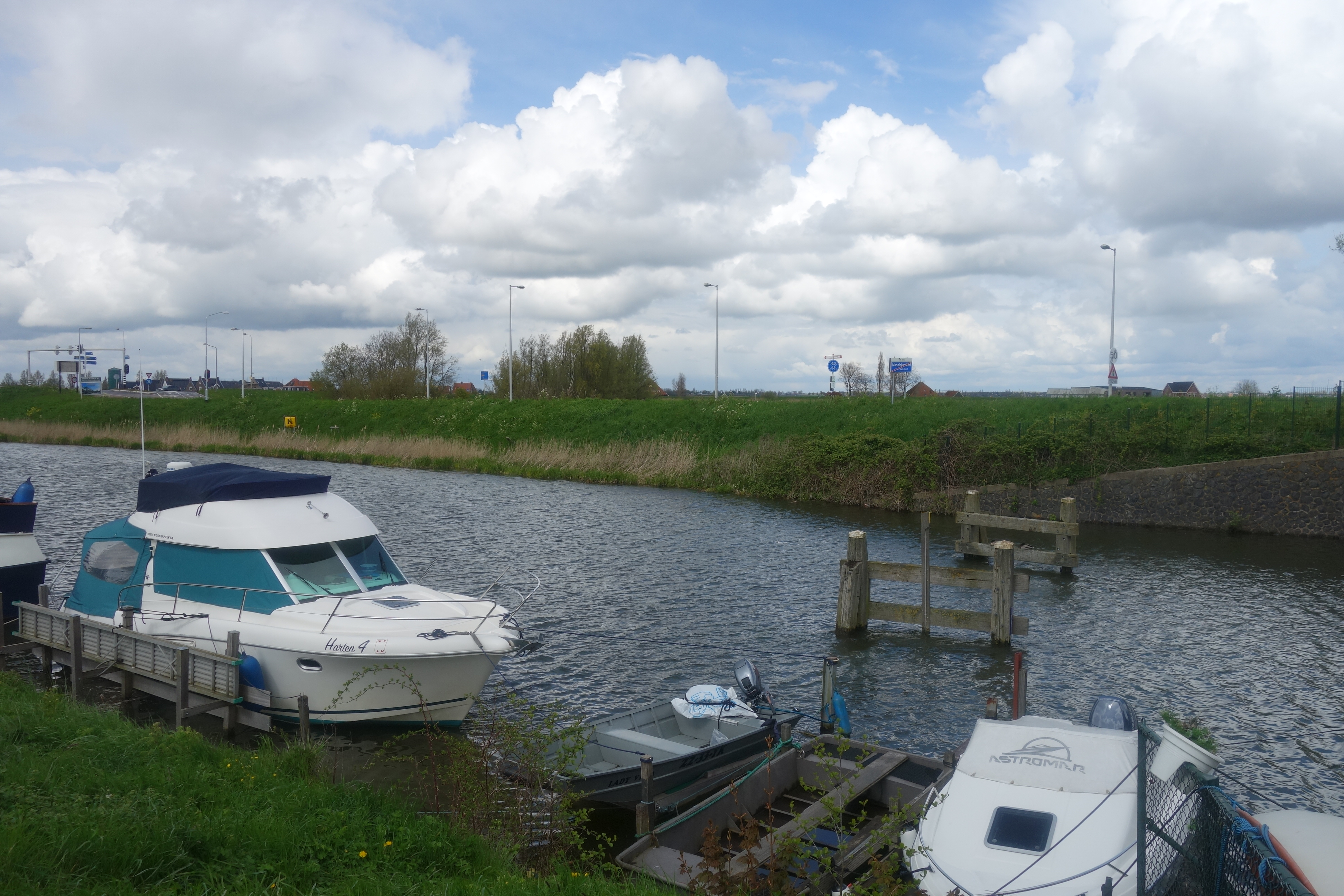
De Nieuwendam

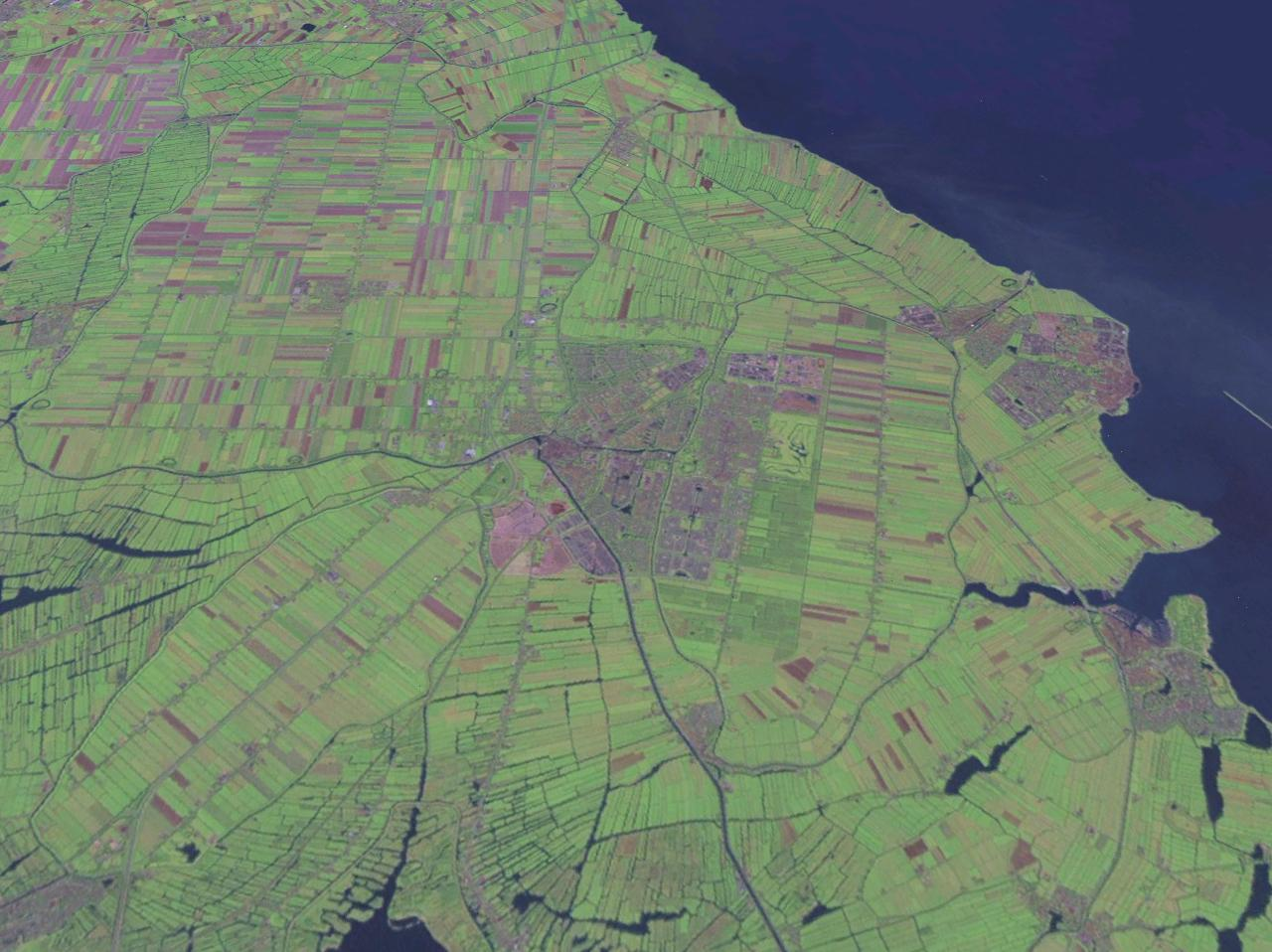
De Afgedamde Purmer Ee, rechts op de satellietfoto

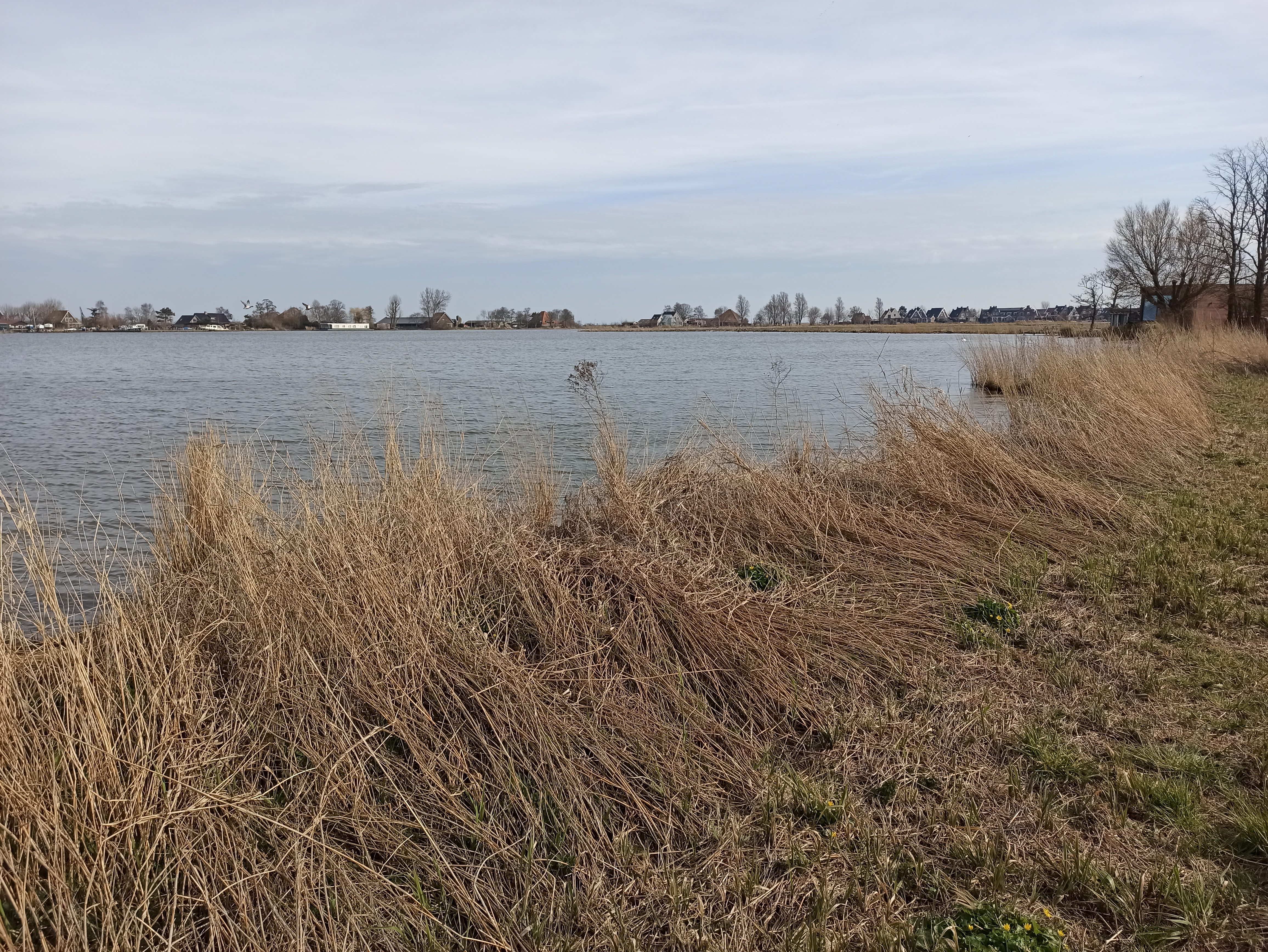
De Purmer Ee gezien vanaf de Kloosterdijk

De Nieuwendam over de Purmeraa of Purmer Ee, voltooid in 1401, was de laatste van een aantal dammen dat in de veertiende eeuw is aangelegd om de grote meren in Holland boven het IJ te scheiden van de Zuiderzee. Alleen via de haven van Edam bleef tot omstreeks 1600 een open verbinding bestaan die toen door middel van scheepvaartsluizen werd afgesloten. Oeverlanden gelegen langs de wateren Purmer en Beemster werden door de dam beschermd tegen het alsmaar oprukkende water.
In de dam bevindt zich sinds 2023 het gemaal Monnickendam.

## Opbouw en ligging
De Nieuwendam was een dam, die dezelfde bouw had als een zeedijk en sloot aan op de dijk langs de Zuiderzee. Vanaf het trefpunt van de Purmerdijk en de Katwouder-zeedijk tot dat van de Kloosterdijk (ten zuiden van de Purmer) en de zeedijk van Monnickendam liep hij in een noord-zuidrichting over de Purmeraa. Hij had een lengte van 93 roeden.

## Functie
Vóór het leggen van de Nieuwendam had de Zuiderzee gemeenschap met de Purmer, zodat het zeewater onbelemmerd via de Purmeraa de Purmer en Beemster kon binnenstromen. Vooral bij zeewind en springvloed kon veel overlast veroorzaakt worden, waarbij dijkbreuken, overstromingen en landverlies het gevolg waren. Door deze voortdurende bedreiging was men genoodzaakt de dijken rond Purmer en Beemster met hoge kosten te onderhouden. Na de aanleg van de dam was de Zuiderzee van de Purmer "afgedyckt ofte gesepareert", zodat hierin in belangrijke mate verlichting was gebracht.

## Aanleiding
Het is opvallend dat gelijktijdig verschillende gebeurtenissen plaatsvonden die met wateroverlast te maken hadden, waarbij het mogelijk is dat tussen een en ander verband bestaat. Afgezien van de aanleg van de Nieuwendam, werden de dijken van Waterland in 1400 versterkt, was de "hoek" land die van omstreeks 1250 tot 1400 tussen Medemblik, Enkhuizen en Stavoren gelegen was, nu verdwenen, en had in 1400 een stormramp plaatsgevonden waardoor de zeegaten tussen Texel en Wieringen zo groot waren geworden dat grote schepen voortaan Amsterdam en Enkhuizen konden bereiken. De toestemming voor de bouw van de dam, die in 1400 of 1401 gelegd werd, was geregeld in een octrooi van hertog Albrecht van Beieren, die van 1389 tot 1404 graaf van Holland, Zeeland en Henegouwen was.

## Aanleg
De aanleg van de dam was volgens de privilegies van hertog Albrecht van Beieren van 25 augustus 1401 en 12 december 1403 door lieden van Zeevang en Waterland tot stand gebracht, die volgens het manuscript van secretaris Jehan Purtyck en commissaris Jacob van Quesnoy van het Hof van Holland uit 1567, de binnendijken langs de Purmer onderhielden.
Hierdoor was het land rond de Purmer bevrijd van de last van een lange moeilijk te onderhouden dijk. Men was verlost "vande laste vande Zuyderzee". Met de nieuwe dam over de Purmeraa hadden die van Zeevang en Waterland, volgens de genoemde privilegies, die na de voltooiing van het werk gegeven waren, de oude dijk afgekocht ("affgecost"), waarbij de graaf beloofde dat hij de overdijkers niet met nieuwe of andere dijken zou belasten dan zij toen hadden en op de Nieuwendam kregen.

## Onderhoud
Het onderhoud van de dam was voor rekening van de gebruikers van de deimten (landmaat) die buitendijks lagen. Zij hadden er het meeste voordeel van en waren nog niet dijkplichtig, zoals in de voornoemde privilegies geregeld was. Deze wijze van onderhoud werd in 1765, volgens het octrooi van 3 augustus 1765, vervangen door één, volgens welke de districten Edam, Monnickendam, Purmerend, Kwadijk, Axwijk, Ilpendam, de Nes, Waterland, Katwoude en Purmerland schuldplichtig waren. Opvallend was dat het juist alle landen rond de Purmer betrof, zodat men mag veronderstellen dat al die districten in 1403 buitendijkse deimten hadden. Over het onderhoud van de dam vóór 1765 kan nog vermeld worden dat het dijkboek van Katwoude van 1632 het register van de gedijkslaagden op de Nieuwendam in de ban (rechtsgebied) van Katwoude bevatte, met de dijkplichtige uiterdijken (buitenlanden) en de lengte dijk, die iedere eigenaar voor zijn uiterdijken te onderhouden had. Deze was op twee voet voor elke deimt berekend. In Waterland had men de dam eerst over de dorpen die buitenland aan de Purmer hadden verdeeld, en vervolgens in elk van de dorpen over de buitendijkse landen.

## Sluis
In de Nieuwendam was op kosten van de "gemeene ingelanden" (gemeenschappelijke grondeigenaars) van Zeevang en Waterland, volgens een octrooi dat door hertog Albrecht van Beieren verleend was, een sluis gebouwd, die volgens het privilegie van 1403 van hertog Albrecht, op kosten van de Grafelijkheid onderhouden zou worden. Hieraan had hij zijn naam Grafelijkheidssluis of Gravensluis te danken. In 1567 was men bezig met de aanleg van een nieuwe sluis, die volgens het octrooi van de Staten van Holland van 27 maart 1610 verlegd werd. De sluis had, in tegenstelling tot de sluizen in de Uitermeerse dam, een dubbele functie, omdat uit het heffen van tolgeld bleek, dat hij niet alleen voor de ontwatering, maar ook voor de scheepvaart gebruikt werd, waarbij een privilegie van Edam bepaalde wie van het betalen van tolgeld was vrijgesteld.

## Bestuur
De dam had een eigen bestuur dat in handen was van de dorpen die de Nieuwendam moesten onderhouden. Het moest jaarlijks verantwoording afleggen aan de vertegenwoordigers uit de besturen van Zeevang, Waterland en Katwoude.

## Gevolgen
Het directe gevolg van de overdijking van de Purmeraa was de vermindering van de dijklasten, die onder andere bleek uit het feit dat walen (kolkgaten bij dijkbreuken), inlagen (naar binnen verleggen van bedreigde dijken) en ingeslagen dijken (dijken gelegd in een bij een dijkbreuk ontstaan gat) minder vaak voorkwamen en de verlaging van de Purmerdijk tot een "gemeen heerwech" die "laech" was. Een later gevolg was het proces in Zeevang dat in de tweede helft van de zestiende eeuw door de "gemeene ingelanden" van de Oosterweren voor het Hof van Holland tegen de "gemeene ingelanden" van de Westerweren gevoerd werd, omdat ze zich door de bouw van de dam, die alleen voordeel voor de Westerweren opleverde, ten achter gesteld voelden. Ze eisten een herstoeling (herverdeling van de dijklasten). De Oosterweren onderhielden de Zuiderzeedijk die moeilijk te onderhouden bleef en de Westerweren de Purmerdijk die door de dam beschermd werd. De grens tussen beide partijen was het water de Ye (het Die). Een soortgelijk proces was, ook in de zestiende eeuw, gevoerd als gevolg van de aanleg van de Uitermeerse dam nabij het Naardermeer.

## Bron
Manuscript uit 1567 van secretaris Jehan Purtyck en commissaris Jacob van Quesnoy van het Hof van Holland; in 1965 ontcijferd door Lex Ritman.